# 格罗鲁夫尔 (默尔特-摩泽尔省)
格罗鲁夫尔（法語：Grosrouvres，法語發音：[ɡʁoʁuvʁ]）是法国默尔特-摩泽尔省的一个市镇，属于图勒区。

## 地理
格罗鲁夫尔（48°49'49"N, 5°50'24"E）面积4.61 平方千米，位于法国大東部大區默尔特-摩泽尔省，该省份为法国东北部内陆省份，是洛林的一部分，北邻比利时、卢森堡，北起顺时针与摩泽尔省、下莱茵省、孚日省和默兹省接壤。
与格罗鲁夫尔接壤的市镇（或旧市镇、城区）包括：昂索维尔、贝尔内库尔、阿蒙维尔、米诺维尔、诺维扬欧普雷。

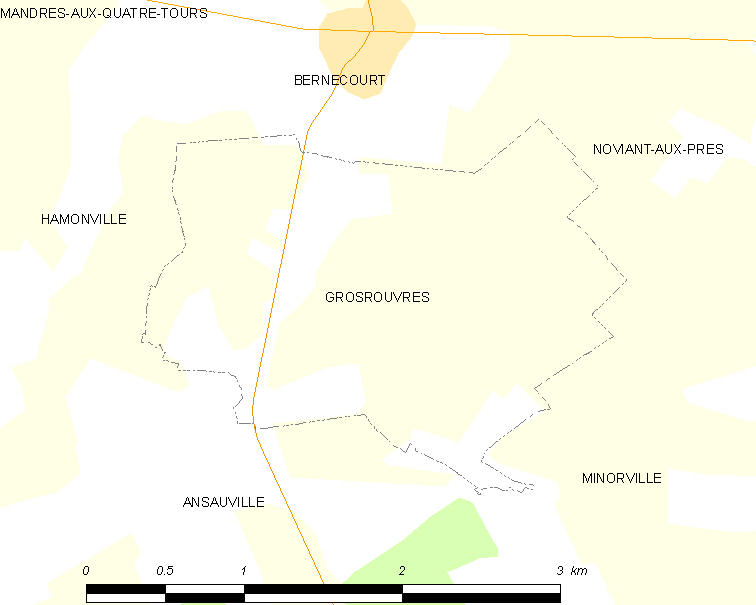
的OSM定位图

格罗鲁夫尔的时区为UTC+01:00、UTC+02:00（夏令时）。

## 行政
格罗鲁夫尔的邮政编码为54470，INSEE市镇编码为54240。

## 政治
格罗鲁夫尔所属的省级选区为北图卢瓦县。

## 人口

1962-2008年间人口变化图示

格罗鲁夫尔于2022年1月1日时的人口数量为52人。